# Enicospilus adek
Enicospilus adek là một loài tò vò trong họ Ichneumonidae.